# ذاكرة مناعية
الذاكرة المناعية هي قدرة الجهاز المناعي على التعرف بسرعة ودقة على مستضد واجهه الجسم من قبل ومن ثم بدء استجابة مناعية مناسبة له. بشكل عام، تكون هذه الاستجابات المناعية ثانوية، ثالثية، وما إلى ذلك لنفس المستضد الذي تمت الاستجابة المناعية الأولية له في السابق. الذاكرة المناعية مسؤولة عن المُكون التكيفي للجهاز المناعي، والخلايا التائية T والبائية B الخاصة - وهو ما يسمى بخلايا الذاكرة التائيةT و الذاكرة البائية B. الذاكرة المناعية هي الأساس الذي يعتمد عليه التلقيح.

## تطور الذاكرة المناعية
تحدث الذاكرة المناعية بعد الاستجابة المناعية الأولية ضد المستضد. وهكذا يتم تطوير الذاكرة المناعية من قبل كل فرد، بعد التعرض الأولي السابق لعامل خطير محتمل (المستضد).  يشبه مسار الاستجابة المناعية الثانوية الاستجابة المناعية الأولية، ولكنه يكون أسرع وينتج أجسام مضادة بكمية أكبر.

## خلايا الذاكرة البائية B
خلايا الذاكرة B هي خلايا بلازمية قادرة على إنتاج الأجسام المضادة لفترة طويلة. على عكس الخلايا البائية B الساذجة (الغير بالغة) التي تشارك في الاستجابة المناعية الأولية، تختلف استجابة خلايا الذاكرة البائية B قليلاً. بما أن خلية الذاكرة B قد خضعت بالفعل إلى توسع نسيلي وتمايز خلوي وألفة النضج، لذا فهي قادرة على الانقسام عدة مرات بشكل أسرع وإنتاج أجسام مضادة ذات ألفة أعلى بكثير (خاصةً الغلوبيولين المناعي ج). في المقابل، تتمايز خلية البلازما الساذجة بشكل كامل ولا يمكن تحفيزها أكثر بواسطة المستضد لتقسيم أو زيادة إنتاج الجسم المضاد. يكون نشاط خلايا الذاكرة B في الأعضاء اللمفاوية الثانوية أعلى خلال الأسبوعين الأولين بعد الإصابة. في وقت لاحق، بعد 2 إلى 4 أسابيع تنخفض استجابتها. بعد تفاعل المركز المنتش، توجد خلايا بلازما الذاكرة في النخاع العظمي وهو الموقع الرئيسي لإنتاج الأجسام المضادة داخل الذاكرة المناعية.

## خلايا الذاكرة التائية T
يمكن أن تكون خلايا الذاكرة T كلا من CD4 + و CD8 +. على عكس خلايا الذاكرة بي، لا تتطلب خلايا الذاكرة تي هذه المزيد من تحفيز المستضد للتكاثر. لذلك، لا تحتاج هذه الخلايا إلى إشارة عبر معقد التوافق النسيجي الكبير. يمكن تقسيم خلايا الذاكرة T إلى مجموعتين متميزتين من الناحية الوظيفية بناءً على التعبير عن مُستقبل الكيموكين CCR7. يشير هذا الكيموكين إلى اتجاه الهجرة إلى الأعضاء اللمفاوية الثانوية. هذه الخلايا التائية التي لا تُعبر عن CCR7 (ال CCR7-) لديها مستقبلات للهجرة إلى موقع الالتهاب في الأنسجة وتمثل مجموعة خلايا مستجيب فوري.